# Kingone Wang

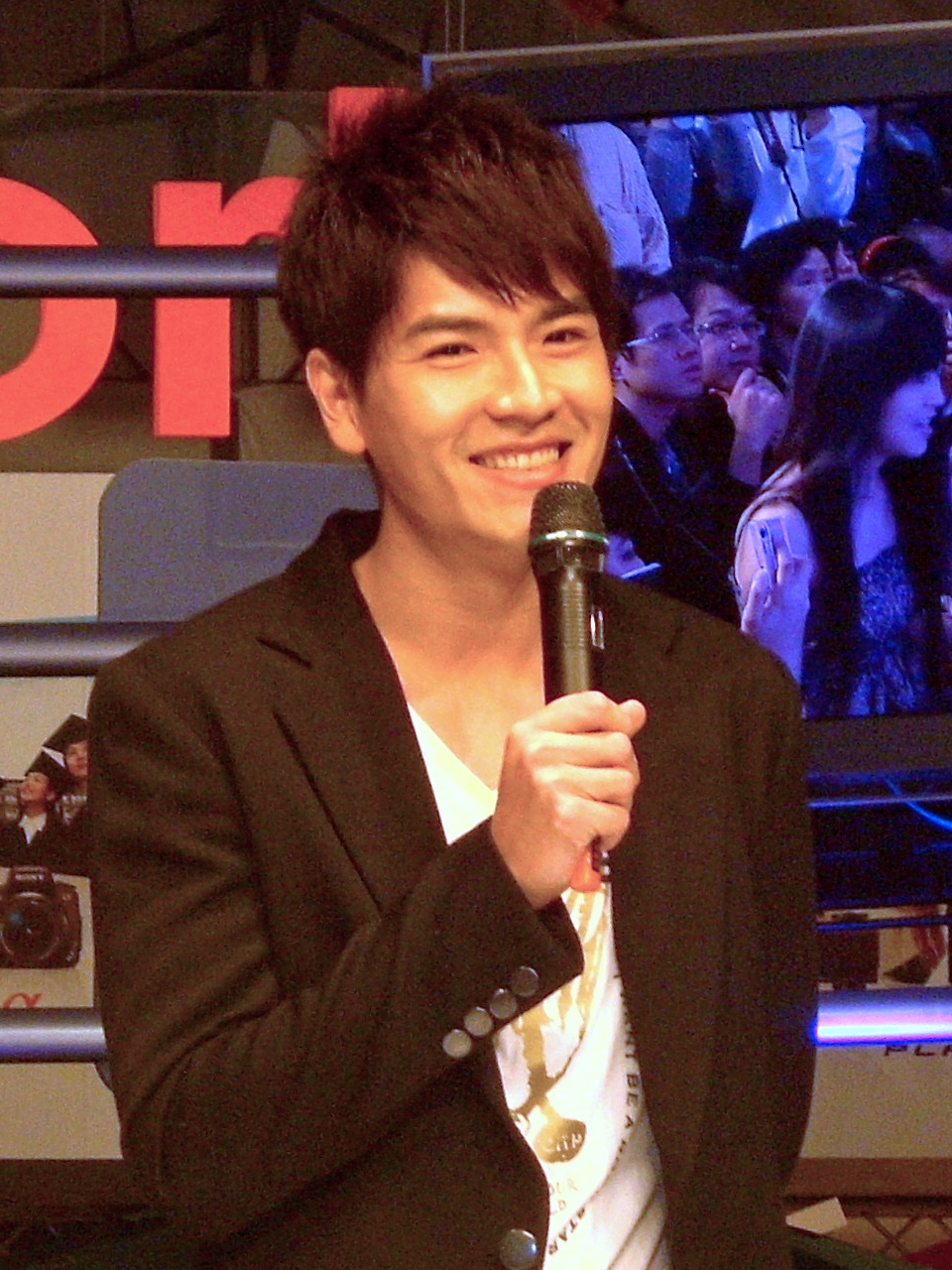

Kingone Wang (Traditionell kinesiska: 王傳一; förenklad kinesiska: 王传一; pinyin: Wáng Chuán Yī), född 5 maj 1980, är en taiwanesisk skådespelare och sångare.

## Karriär
Kingone Wang började sin resa mot kändislivet genom några modelljobb och han fick stor uppmärksamhet på grund av hans utseende. Efter ett tag upptäcktes också hans musikaliska talang och han skrev på ett kontrakt med Sony Music i Taiwan och tillsammans formade de en musikgrupp på sex personer. Bandet kom att kallas Comic Boyz och 2002 hade han rollen som ledsångare i gruppen. Comic Boyz upplöstes under 2005, men de hann med att släppa tre album totalt.
2004 gästade han ett avsnitt av MARS Zhan Shen och spelade huvudpersonen Lings (Vic Zhou) pappa. Denna rollen sägs vara den mest betydande för hans framtida yrke som professionell skådespelare.
Efter 2005 då Comic Boyz inte längre existerade fortsatte Wang sin karriär inom underhållningsbranschen då han fick jobb som programledare i en TV-show. Han började också sitt riktiga skådespelarliv med stora roller vid denna tiden, och hans drama Scorpion blev en hit för Wang. Han fick i och med denna serien sitt livs första pris inom skådespeleriet; Best Supporting Male Act.
Han är också känd för sina insatser i Devil Beside You och Why Why Love, vilka han spelade in tillsammans med Mike He och Rainie Yang. Dessa serier blev kritikerrosade över hela östra och södra Asien.
Just nu[när?] håller Wang på att förbättra sin utbildning genom att läsa filosofi på Chinese Culture University i Taipei. Han har redan innan en bra utbildning och kan tala flytande engelska, mandarin och taiwanesiska.

## TV-serier (urval)
- Wish to See You Again (2008)
- The Legend of Chu Liu Xiang (2006)
- Why Why Love (2007)
- Goku Dou High School (2006)
- Silence (2006)
- My son is a Mob Boss (2006)
- Baseball Love Affair (2005)
- Devil Beside You (2005)
- Starry Night (2005)
- MARS Zhan Shen (2004)
- Godfather in Pink (2003)